# Верховное командование сухопутных войск (вермахт)
ОКХ от нем. OKH (нем. Oberkommando des Heeres) — верховное командование сухопутных сил вермахта с 1936 по 1945 год. Находилось в Вюнсдорфе под Цоссеном.
С 1938 по 1941 находилось в подчинении Верховного командования вермахта, а после провала наступления на Москву было подчинено непосредственно фюреру.

Флаг штаба ОКХ, апрель 1936 года — февраль 1938 года
Флаг штаба ОКХ, февраль 1938 года — 12 декабря 1941 года

## Главнокомандующие сухопутными войсками
- Генерал-полковник Вернер фон Фрич, 1 января 1934 — 4 февраля 1938
- Генерал-фельдмаршал Вальтер фон Браухич, 4 февраля 1938 — 19 декабря 1941
- Адольф Гитлер, 19 декабря 1941 — 30 апреля 1945
- Генерал-фельдмаршал Фердинанд Шёрнер, 30 апреля 1945 — 8 мая 1945

## Начальники генерального штаба сухопутных войск
- генерал артиллерии Людвиг Бек (1 октября 1933 — 31 августа 1938)
- генерал-полковник Франц Гальдер (1 сентября 1938 — 24 сентября 1942)
- генерал-полковник Курт Цейтцлер (24 сентября 1942 — 10 июня 1944)
- генерал-лейтенант Адольф Хойзингер (10 июня 1944 — 21 июля 1944)
- генерал-полковник Гейнц Гудериан (21 июля 1944 — 28 марта 1945)
- генерал пехоты Ганс Кребс (29 марта — 1 мая 1945)
- генерал-фельдмаршал Вильгельм Кейтель (1 мая  — 13 мая 1945)
- генерал-полковник Альфред Йодль (13 мая — 23 мая 1945)